# جلجولیه
جلجولیه (به لاتین: Jaljulia) یک منطقهٔ مسکونی در اسرائیل است که در مرکز واقع شده‌است.